# Пра (река, впадает в Гвинейский залив)
Пра — река в Западной Африке.

## География

Длина реки составляет 240 километров. Река берёт своё начало на плато Кваху в Гане. Протекает через сельскохозяйственные районы, в которых выращивают какао. Река течёт с севера на юг и впадает в Гвинейский залив к востоку от Секонди-Такоради.
Пра имеет множество водопадов. В Аканской низменности произрастают ценные породы леса.
Притоки: Офин, Анум, Бирим.

## История
В XIX веке река служила границей Ашанти и Золотого берега. В начале XX века использовалась для сплава экспортного леса. Сейчас лес перевозят автомобильным и железнодорожным транспортом.

## Хозяйственное использование
В северной части реки осуществляется кустарная добыча золота с использованием металлической ртути, что приводит к загрязнению реки. В долине реки Бирим добываются алмазы.